# Мукут-Парбат
Мукут Парбат (англ. Mukut Parbat) — вершина в Гімалаях. Лежить у штаті Уттаракханд, в Індії, поблизу до кордону з Китаєм. Мукут Парбат є 97-мою за висотою горою на Землі. Належить до гірської групи, яка включає такі важливі вершини як: Мана, Камет, Абі Гамін i Нанда Деві.
Перше сходження на вершину Мукут Парбату здійснили по північно-західному гребеню з льодовика Камет Harold Earle Riddiford, F. M. Cotter i Pasang Dawa Lama 11 липня 1951 р.

## Ресурси Інтернету
- Mukut Parbat [Архівовано 2 травня 2015 у Wayback Machine.]

## Виноски
1. ↑  Alpine Journal. — 1951. — Vol. 58, No 283. — P. 269–270.